# Hendrik van Huntingdon
Hendrik van Huntingdon (Little Stukeley (?), ca. 1088 - Huntingdon (?), ten laatste 1164/begin 1165) was een Anglo-Normandische clericus en kroniekschrijver.

## Leven
Hendrik was de zoon van een zekere Nicholaas, een Normandische clericus (dit was voordat het celibaat werd verplicht), die Hendrik zelf omschrijft als stella cleri toen deze aartsdiaken van Huntingdon in 1110 overleed. Zijn moeder was meer dan een waarschijnlijk een Engelse vrouw, die mogelijk een goed bezat in Little Stukeley en haar zoon de Engelse taal aanleerde. Hendrik zou zelf ook trouwen en een zoon krijgen, Adam van Stukeley genaamd, die ook tot de clerus toetrad.

## Werken
- Historia Anglorum (1000-1154): Hendrik schreef deze geschiedenis van de Angelen of Engelsen op vraag van bisschop Alexander van Lincoln.[5] Hij gebruikte als bronnen Historia Miscella of beter Historia Romana van Landolfus Sagax, Aurelius Victor, Nennius, Beda en de Angelsaksische kroniek, waarna hij deze deels aanvulde met mondelinge overleveringen, deels met zijn eigen bedenkingen. Vanaf 1127 merkt men dat het om oorspronkelijk werk gaat.
- De Miraculis: een verslag van mirakels van negentien heiligen zoals Oswald van Northumbria en Wilfrid van York;
- De Summitatibus: een epiloog voor zijn geschiedwerk, alsook drie brieven:[6]
  - De serie regum potentissimorum qui per orbem terrarum hucusque fuerunt: vermoedelijk in 1131 geschreven en gericht tot Hendrik I van Engeland over de heersers van de wereld sinds Noach;
  - De regibus Britonum,  gericht aan Warin de Bretoen en ons overgeleverd door Robert van Torigni (I 97-111, ed. Delisle);
  - De Contemptu Mundi, sive de episcopis et viris illustribus: gericht aan Walter (abt van Ramsey volgens Leland) en vermoedelijk in 1145 geschreven.

Volgens John Leland schreef hij daarnaast acht boeken epigrammen, De Amore (acht boeken), De Herbis, De Aromatibus, De Gemmis, De Lege Domini (gericht aan de monniken van Peterborough) (acht boeken). Twee boeken met epigrammen van Hendrik zijn teruggevonden op het einde van een Lambeth manuscript van zijn Historia Anglorum, maar er is niet geweten over de andere werken die door Leland worden vermeld.